# Sound of the Sky
So Ra No Wo To (яп. ソ・ラ・ノ・ヲ・ト со ра но во то, досл. «Звуки Небес») — аниме-сериал, созданный компаниями A-1 Pictures и Aniplex под руководством режиссёра Мамору Канбэ. Его трансляция прошла на телеканале TV Tokyo с 4 января по 22 марта 2010 года; всего было показано 12 эпизодов.
So Ra No Wo To — дебютная работа в проекте Anime no Chikara по созданию аниме, не имеющем в своей основе мангу, лайт-новел или игру. В свою очередь манга-адаптация сериала с иллюстрациями Яги Симбы начала выходить в журнале Dengeki Daioh издательства ASCII Media Works в январе 2010 года. Компанией Compile Heart также издана визуальная новелла So Ra No Wo To: Maiden Quintet для платформы PlayStation Portable в мае 2010 года.

## Сюжет
Действие сюжета разворачивается вокруг девушки Канаты Сорами, которая решает поступить на военную службу, вдохновившись исполнением неизвестной девушкой-трубачом мелодии песни «О, благодать». Она отправляется служить в 1121 часть города Сейз в Гельвеции, состоящий только из девушек.
Действие разворачивается через несколько лет после войны, унёсшей жизни множества людей.

## Список персонажей

### Основные
Каната Сорами (яп. 空深 彼方 Сорами Каната) — вдохновлённая мелодией таинственного трубача, пятнадцатилетняя Каната вступает в армию в качестве горниста и присоединяется к коллективу 1121 части. Несмотря на абсолютный слух, у девушки поначалу отсутствует музыкальное мастерство, которое она по ходу сюжета всё-таки развивает. На вещи смотрит оптимистично.
Сэйю: Хисако Канэмото
Рио Кадзумия (яп. 和宮 梨旺 Кадзумия Рио) — семнадцатилетняя мастер-сержант. Играет на горне и трубе, обучает Канату подаче военных сигналов. Строго относится к выполнению своих обязанностей. Рио — единокровная сестра погибшей принцессы Илии и вторая наследница семьи Аркадиа; в своё время она покинула отчий дом, спасаясь от его гнетущей атмосферы, и вступила в армию. На некоторое время, чтобы участвовать в мирных переговорах, была вынуждена покинуть часть, но впоследствии, после подписания документа, вернулась, уже в звании лейтенанта.
Сэйю: Ю Кобаяси
Фелиция Хейдеман (яп. フィリシア・ハイデマン Фирисиа Хайдэман) — восемнадцатилетняя командир 1121 части в ранге младшего лейтенанта. Стремится сделать для своих подопечных всё возможное, порой даже отклоняясь от принятых военных норм. Она имеет мягкий и добрый характер и выступает для других девушек своего рода военной мамой. До перевода в 1121 часть была членом танкового подразделения, и единственная выжила в жестокой битве. Со временем ей присваивают звание капитана.
Сэйю: Ая Эндо
Курэха Суминоя (яп. 墨埜谷 暮羽 Суминоя Курэха) — одна из стрелков 1121 взвода; в нём является самой молодой — девушке всего 14 лет. Её родители умерли, когда она была ещё ребёнком, и о них Курэха знает только по рассказам других людей. Её отец некогда был командиром танка.
Сэйю: Эри Китамура
Ноэль Каннаги (яп. 寒凪 乃絵留 Каннаги Ноэру) — пятнадцатилетняя военнослужащая, механик. Ноэль часто изображается в аниме сонливой и усталой, девушка часто засыпает в присутствии других людей. Большую часть времени проводит, ремонтируя старый боевой танк взвода Такэмикадзути. Первоначально Ноэль вела себя нелюдимо, но под влиянием Канаты стала более открытой. Во время учёбы в военной академии она была одной из самых одарённых учениц; впоследствии римляне, против которых она воевала, дали ей прозвище «Ведьма Гельвеции».
Сэйю: Аой Юки

### Второстепенные
Юмина (яп. ユミナ) — молодая монахиня в местной церкви. Также выступает в качестве медсестры.
Сэйю: Мисато Фукуэн
Клаус (яп. クラウス Кураусу) — офицер в звании майора, военный почтальон и близкий друг служащих 1121 части. По внешности он очень похож на легендарного воина, известного под прозвищем «Пустынный волк»; поначалу Курэха именно за него и принимала Клауса.
Сэйю: Унсё Исидзука
Наоми (яп. ナオミ) — владелица посудной лавки. Иногда выступает в качестве посредника сомнительных дел 1121 части, в том числе изготовления алкоголя.
Сэйю: Маюно Ясукава
Мисио (яп. ミシオ) — девочка, помощница Юмины.
Сэйю: Маюко Такахаси
Сэйя (яп. セイヤ) — мальчик, помощник Юмины. Поначалу недолюбливал солдат 1121 части, считая их виновными в смерти своих родителей, ставшими жертвами войны, но со временем его отношение к ним изменилось в лучшую сторону.
Сэйю: Мана Хирата
Илия Аркадиа (яп. イリア・アルカディア Ириа Арукадиа) — принцесса Аркадии, сводная сестра Рио. По сюжету умерла за два года до начала истории. В своей команде была трубачом, именно её исполнение мелодии «О, благодать» вдохновляло солдат части 1121.
Сэйю: Рёко Оно
Айша Алдола (яп. アーイシャ・アルドーラ А:ися Арудо:ра) — римский солдат, девушка, которую обнаружили раненой Каната и Курэха. Солдаты 1121 части выходили её, хотя между ними долгое время и оставался языковой барьер, пока переводчиком не выступила Юмина — Айша говорила только на родном языке.
Сэйю: Нами Мияхара
Сюко (яп. シュコ) — сова, которую приютили в части девушки. Ранее принадлежала принцессе Илии.
Хопкинс (яп. ホプキンス Хопукинсу) — полковник армии Гельвеции. Считает, что войны — двигатель прогресса. Планировал развязать войну, похитив и убив Айшу на глазах римлян.

## Медиа-издания

### Манга
Манга-адаптация разработанного сюжета с иллюстрациями Яги Симбы начала выходить в январе 2010 года в журнале Dengeki Daioh компании ASCII Media Works.

### Аниме
Сериал So Ra No Wo To стал дебютом Anime no Chikara, совместного проекта TV Tokyo и Aniplex по созданию аниме, не имеющем в своей основе мангу, игру или лайт-новел. Трансляция 12 эпизодов So Ra No Wo To прошла на телеканале TV Tokyo с 5 января по 22 марта 2010 года Созданием сериала занимались студии Aniplex и A-1 Pictures под руководством режиссёра Мамору Камбэ. Сценаристом выступил Хироюки Ёсино, а автором музыки — Митиру Осима.
Первый выпуск BD/DVD включил в себя первые две серии аниме и был выпущен в Японии 24 марта 2010 года. В четвёртом и седьмом выпусках были также представлены два дополнительных эпизода в формате OVA. На фестивале Anime Expo 2010 североамериканской компанией Nozomi Entertainment было объявлено о приобретении лицензии на сериал и его выпуск в 2011 году. На фестивале AmeCon 2010 европейский дистрибьютор Beez Entertainment также объявил о приобретении прав.
Открывающей музыкальной композицией аниме послужила песня «Hikari no Senritsu» (яп. 光の旋律, досл. «Мелодия света») (в исполнении группы Kalafina. Закрывающую композицию «Girls, Be Ambitious.» исполнила Харука Томацу. Оригинальные саундтреки к аниме были выпущены 24 марта 2010 года.

#### Список серий
| 1 | Resounding Sound: The City at Dawn «Hibiku Oto: Futsugyō no Machi» (響ク音・払暁ノ街)                         | 4 января 2010 года          |
| Девушка по имени Каната Сорами по собственному желанию отправляется в армию с целью стать хорошей горнисткой - её определяют в 1121 часть, где, считая с ней, теперь служат пять представительниц женского пола. По дороге Каната попадает в самый разгар городского праздника, где её (согласно традиции) обливают водой. Ещё до прибытия в место службы она знакомится с Рио Кадзумией; у той дикая сова уносит ценный колокольчик, ранее принадлежавший отцу Рио, и Сорами, рискуя жизнью, возвращает его владельце. После этого две девушки отправляются в часть. | |                             |
| 2 | First Battle: The Story of a Chair «Uijin: Isu no Hanashi» (初陣・椅子ノ話)                                   | 11 января 2010 года         |
| Во время завтрака Каната знакомится с остальными девушками из 1121 части — Фелицией Хайдеман (командиром), Ноэль Каннаги и Курэхой Суминоей. Курэха проводит Канате экскурсию по части. Каната и Ноэль заявляют о том, что видели в одном из зданий призрака, и Суминоя вместе с самой Сорами отправляются туда дабы выяснить правду. Выясняется, что всему виной — дикая сова (являющаяся ко всему прочему символом части). Она отлавливают её и называют Сюко. | |                             |
| 3 | The Squad's Day: Rio Runs «Tai no Ichinichi: Rio Hashiru» (隊ノ一日・梨旺走ル)                                | 18 января 2010 года         |
| В тов время когда трое девушек отправляются на машине за запасами, Каната остаётся в части чтобы тренироваться у Рио игре на духовых инструментах. Однако внезапно Сорами падает в обморок, и Рио срочно отправляется за медицинской помощью — у Канаты диагностируют малярию, однако вскоре девушке становится лучше. Рио показывает Канате Такэмикадзути, боевой танк части, и воспроизводит на нём ту самую мелодию, которую Сорами слышала когда-то давно в детстве, после чего и решила стать горнисткой.                                                        | |                             |
| 4 | Rainy Season Sky: Quartz Rainbow «Tsuyu no Sora: Hari no Niji» (梅雨ノ空・玻璃ノ虹)                           | 25 января 2010 года         |
| Каната и Ноэль отправляются в город за различными припасами. Они посещают стекольную мастерскую, где после многонедельных работ им наконец-таки отдают специальные линзы для Такэмикадзути. Каната, видя работу мастеров по выдуванию стекла, понимает технику дыхания при игре на горне и вдохновлённо исполняет на нём мелодию. | |                             |
| 5 | Mountain Hiking: The Ends of the World «Yamafumi: Sekai no Hate» (山踏ミ・世界ノ果テ)                         | 1 февраля 2010 года         |
| Девушки отправляются в поход с целью проверки состояния механических систем слежения. | |                             |
| 6 | Kanata's Day Off: Hairdressing «Kanata no Kyūjitsu: Kamiyui» (彼方ノ休日・髪結イ)                             | 8 февраля 2010 года         |
| Каната получает свою первую зарплату и отправляется в город за подарками для близких. Однако и там её ожидает приключение — ей удаётся спасти от падения с большой высоты девочку Мисио из местного приюта. В это время другие девушки-служащие проводят «спец-операцию»: по просьбе жителей города они припугивают бандитов, собравшихся обосноваться в Сэйдзе. | |                             |
| 7 | Showering Sound of Cicadas: Spirits Down the River «Semishigure: Shōrōnagashi» (蝉時雨・精霊流シ)             | 15 февраля 2010 года        |
| Жители города отмечают обон (праздник поминовения усопших). Фелиция вспоминает, как на войне были убиты члены её отряда - в боевую машину, где они находились, попал вражеский снаряд, и выжила только она. Из туннеля, куда девушка попала, её спасла принцесса Илия. | |                             |
| 7.5 | Feast: The Fortress at War «Kyōen: Toride no Sensō» (饗宴・砦ノ戦争)                                          | 23 июня 2010 года (OVA)     |
| Перед Рио, Фелицией и Курэхой встаёт проблема удержания в секрете тайны производства алкоголя на территории военной части. Они втроём вызывают на импровизированный бой стреляющими окрашенной водой пистолетами Канату, Ноэль и Юмину, но проигрывают. Каната узнаёт правду; все герои, за исключением Курэхи, напиваются. | |                             |
| 8 | Manning the Telephone: I Declare an Emergency «Denwaban: Kinkyū Jitai o Sengen Su» (電話番・緊急事態ヲ宣言ス) | 22 февраля 2010 года        |
| Канате поручают целый день провести за служебным телефоном войсковой части, в связи с ожидаемой звонком от командования для проверки его дееспособности, в то же время другие девушки покидают крепость по различным причинам. Однако весь день Канату отвлекают от этого различные факторы, будь то необходимость снять попавшее под дождь бельё, приход гостей и желание сходить в туалет. | |                             |
| 9 | Passing of the Typhoon: False and Real Images «Taifū Ikka: Kyozō to Jitsuzō» (台風一過・虚像ト実像)           | 1 марта 2010 года           |
| Во время надвинувшегося на город шторма пропадает Сэйя и девушки-военные вместе с Клаусом вынуждены его искать. Мальчика удаётся найти, однако Курэха и Клаус сами чуть было не погибают из-за поднявшегося в связи с дождями уровня воды. При помощи троса Такэмикадзути их удаётся вытащить на безопасное место, при этом Клаус показывает себя как настоящий герой, до последнего момента оберегая девушку. | |                             |
| 10 | Departure: Time of First Snow «Tabidachi: Hatsuyuki no Koro» (旅立チ・初雪ノ頃)                               | 8 марта 2010 года           |
| По просьбе Юмины Каната и Курэха проведывают в горах престарелую женщину Жакотт. Рио покидает крепость чтобы участвовать в мирных переговорах Гельвеции и Римской республики. | |                             |
| 11 | A Visitor: A Burning Field of Snow «Raihōsha: Moyuru Setsugen» (来訪者・燃ユル雪原)                           | 15 марта 2010 года          |
| Каната и Курэха находят в лесу раненого римского солдата Айшу и выхаживают её. Лидер одного из отрядов армии полковник Хопкинс, сторонник начала новой войны, наведывается в часть, где его люди находят Айшу - Хопкинс планирует казнить её перед римлянами, тем самым спровоцировав конфликт. | |                             |
| 12 | Resound Into the Azure Sky «Sōkyū ni Hibike» (蒼穹ニ響ケ)                                                     | 22 марта 2010 года          |
| Дабы предотвратить конфликт Фелиция захватывает Хопкинса в заложники, однако тому удаётся сбежать. Вместе со своими подчинёнными он отправляется к границе, где намеревается начать атаку. Девушкам из 1121 части приходится активировать Такэмикадзути дабы опередить армию и протрубить перед ними о подписании мирного договора. В то же время на боевом роботе до границе удаётся добраться Рио и объявить это лично от имени руководства страны. Рио возвращается в крепость в звании лейтенанта.                                                                | |                             |
| 13 | Sounds of the Skies: Beyond the Dream «Sora no Oto: Yume no Kanata» (空の音・夢ノ彼方)                        | 22 сентября 2010 года (OVA) |
| Каната рассуждает о том, какова её нынешняя мечта и приходит к выводу, что это следование за Рио и разделение с ней её мечты. Девушки из 1121 части запускают воздушный шар. Канату выбирают в качестве «огненной женщины», королевы праздника, также как и годом ранее Рио. | |                             |

### Визуальная новелла
Основанная на аниме музыкальная визуальная новелла So Ra No Wo To: Maiden Quintet (яп. ソ・ラ・ノ・ヲ・ト 乙女ノ五重奏 So Ra No Wo To Otome no Kuintetto) была создана компанией Compile Heart для платформы PlayStation Portable и была выпущенная в ограниченном и обычном вариантах 27 мая 2010 года. В новелле был введён новая девушка-персонаж по имени Кириэ Куон (яп. 九音 綺莉重 Куон Кириэ) (озвучена Мариной Иноуэ).